# Krętak ciemnoboki
Krętak ciemnoboki (Gyrinus marinus) – gatunek wodnego chrząszcza z rodziny krętakowatych i podrodziny Gyrininae.

## Taksonomia
Gatunek został opisany w 1808 roku przez Leonarda Gyllenhaala.

## Opis
Ciało długości od 5,4 do 7 mm, najszersze za środkiem. Przedplecze wąsko obrzeżone. Mikrorzeźba złożona z nakłuć I (względnie II) rzędu i siateczkowatego deseniu. Pokrywy o wierzchołku łagodnie łukowatym, obrzeżeniu ku tyłowi się rozszerzającym i tworzącym wyraźne wklęśnięcie, ostatnim rzędzie punktów zachodzącym na obrzeżenie, u samców silniej błyszczące niż u samic. Podgięcia pokryw, śródpiersie oraz analny sternit ubarwione ciemnobrunatno. Pazurki odnóży niezaczernione. Prącie u wierzchołka nierozszerzone.

## Biologia i ekologia
Krętak ten preferuje przybrzeżną strefę dużych zbiorników wodnych. Rzadziej poławiany w wodach wolno płynących.

## Rozprzestrzenienie
Gatunek euro-syberyjski. W Europie wykazany został z Austrii, Białorusi, Belgii, Bośni i Hercegowiny, Chorwacji, Czech, Danii, Estonii, Finlandii, Francji, Holandii, byłej Jugosławii, Litwy, Łotwy, Niemiec, Norwegii, Polski, Rosji, Słowacji, Szwecji, Szwajcarii, Ukrainy, Wielkiej Brytanii i Włoch. Poza Europę sięga na wschód aż po Chiny, Kuryle i Kamczatkę. W Polsce należy do najpospolitszych krętaków.